# Didier Sénac
Didier Sénac (Saint-Denis, 1958. október 2. –) olimpiai bajnok francia labdarúgó, hátvéd, edző.

## Pályafutása

### Klubcsapatban
1977 és 1988 között a Lens, majd 1988 és 1995 között a Bordeaux csapatában töltötte pályafutása jelentős részét. 1995-96-ban a Toulouse, 1996 és 1998 között az US Créteil labdarúgója volt. 1998-ban fejezte be az aktív labdarúgást.

### A válogatottban
1984 és 1987 között három alkalommal szerepelt a francia válogatottban. Tagja volt a Los Angeles-i olimpián aranyérmet nyert csapatnak.

## Sikerei, díjai
Franciaország
- Olimpiai játékok
  - aranyérmes: 1984, Los Angeles